# Hugo Steinhaus

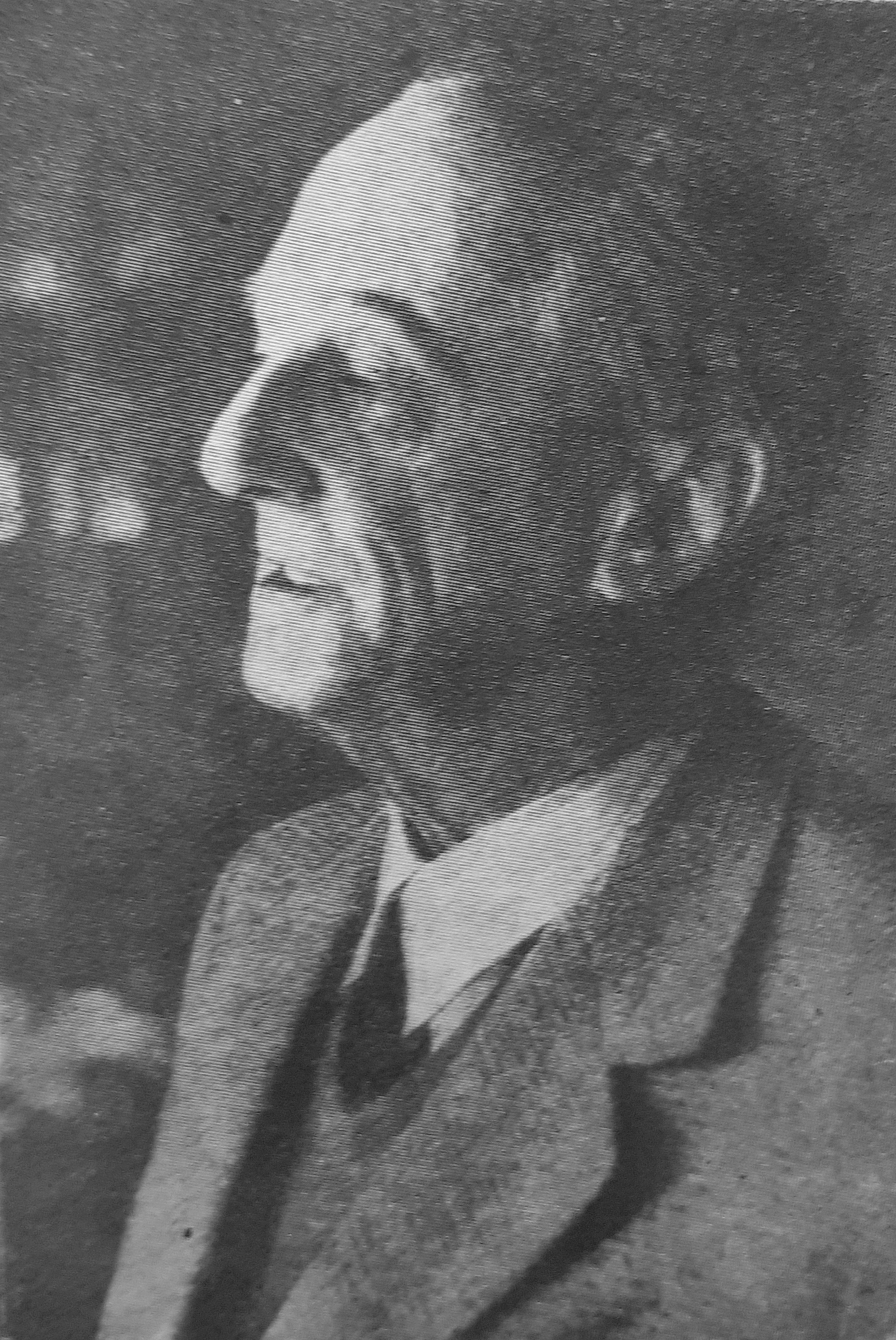
Hugo Steinhaus

Hugo Steinhaus (Jasło, Polen, 14 januari 1887 - Wrocław, 25 februari 1972) was een Poolse wiskundige. Naar hem is de stelling van Banach-Steinhaus genoemd.

## Leven
Steinhaus werd in Jasło geboren in een Joodse familie. Hij promoveerde aan de Universiteit van Göttingen bij David Hilbert. Van 1920 tot 1941 was hij professor aan de Universiteit van Lwów, van 1945 tot 1961 aan de Universiteit van Wrocław, van 1961 tot 1952 aan de Universiteit van Notre Dame in Indiana en in 1966 aan de Universiteit van Sussex. Vanaf 1945 was hij corresponderend lid van de PAU (de Poolse academie van het hoger onderwijs). Vanaf 1952 was hij lid van de Poolse Academie van Wetenschappen en daarna nog van vele internationale wetenschappelijke genootschappen en academies.

## Werk
In 1920 was hij een van medeoprichters van de wiskundige school van Lwów. Hij schreef meer dan 170 werken op het gebied van de wiskundige analyse, de kansrekening en de statistiek. Samen met Stefan Banach richtte hij in 1929 het wiskundig tijdschrift, Studia Mathematica op.
Hij beschreef de wiskunde eens als de "wetenschap van niet-bestaande dingen."